# Irisering

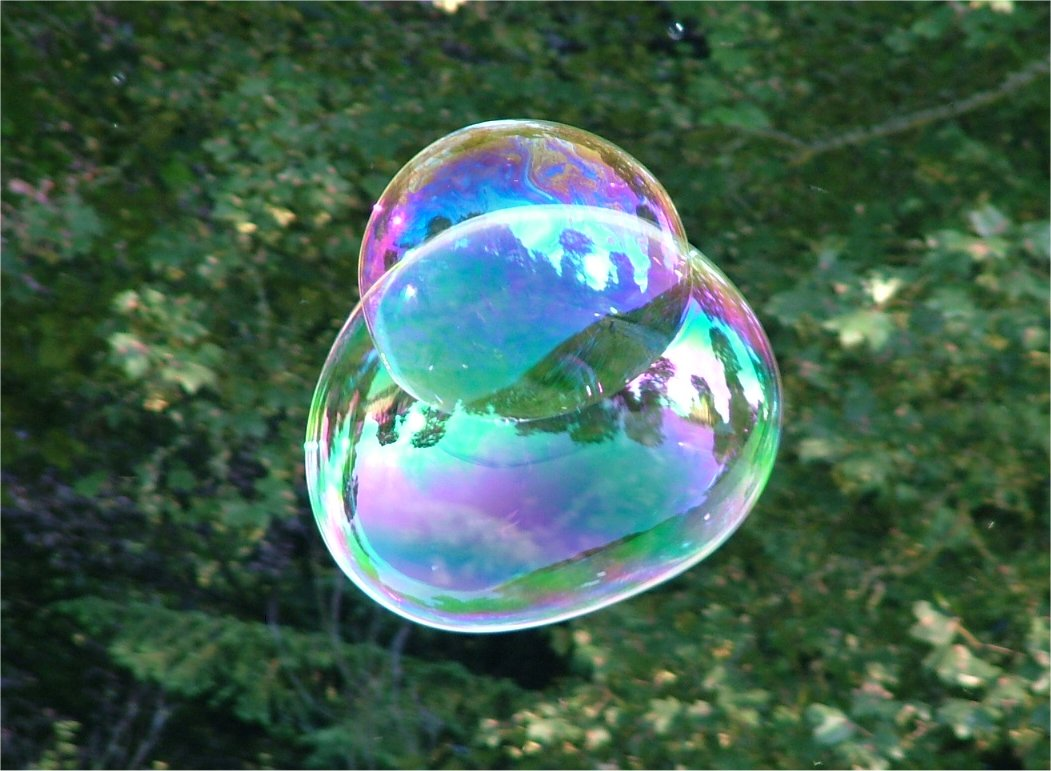
Irisering i en såpbubbla.

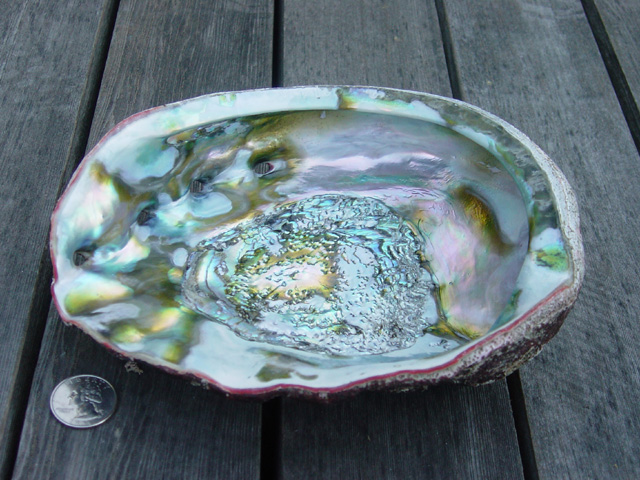
Irisering i ett snäckskal.

Irisering, eller iridescens  är fenomenet hos vissa ytor eller tunna skikt att färger framträder och skiftar om betraktningsvinkeln ändras. Irisering framträder exempelvis i såpbubblor, pärlemor eller fjärilsvingar. Irisering kan exempelvis orsakas av reflektioner i flera lager av semitransparenta ytskikt.

## Irisering i moln
Vissa moln, särskilt cirrocumulus, altocumulus och pärlemormoln, visar irisering vilket ger pastellartade färger i rosa, blått eller grönt. Ibland är färgerna blandade, men ibland framträder de i olika band. Oftast syns irisering i en vinkel ungefär 20° vid sidan om solen. Iriserande moln tyder på att molnet består av mycket små droppar.

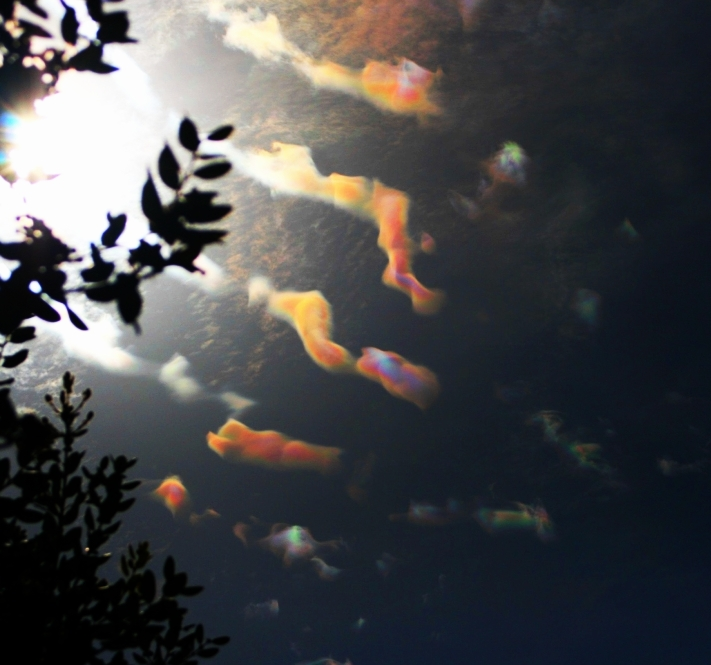
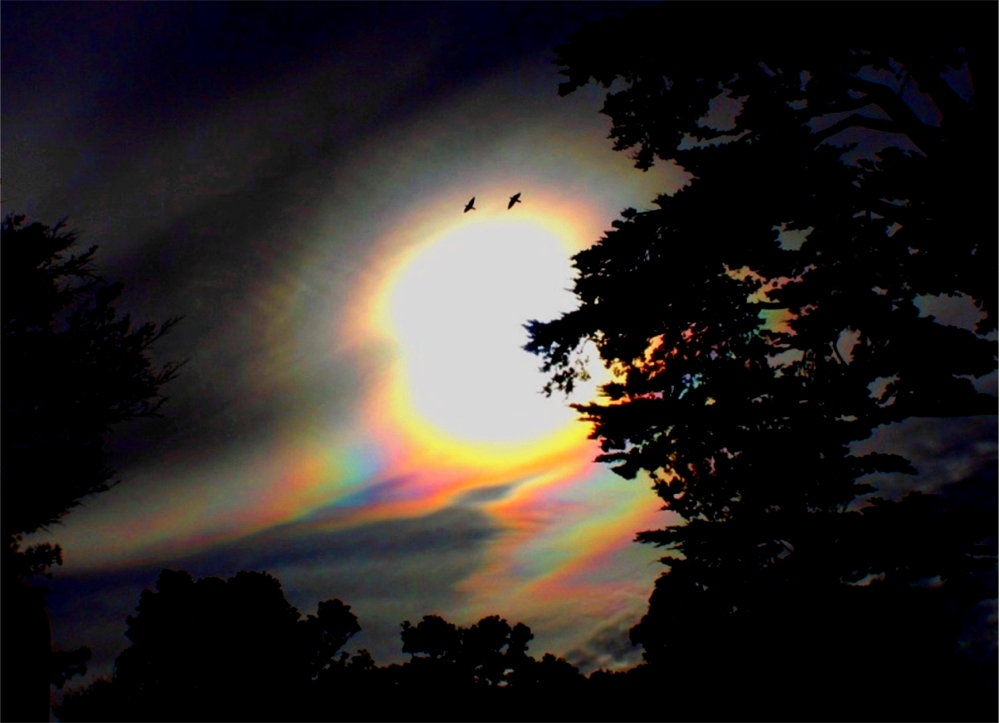

## Bildgalleri

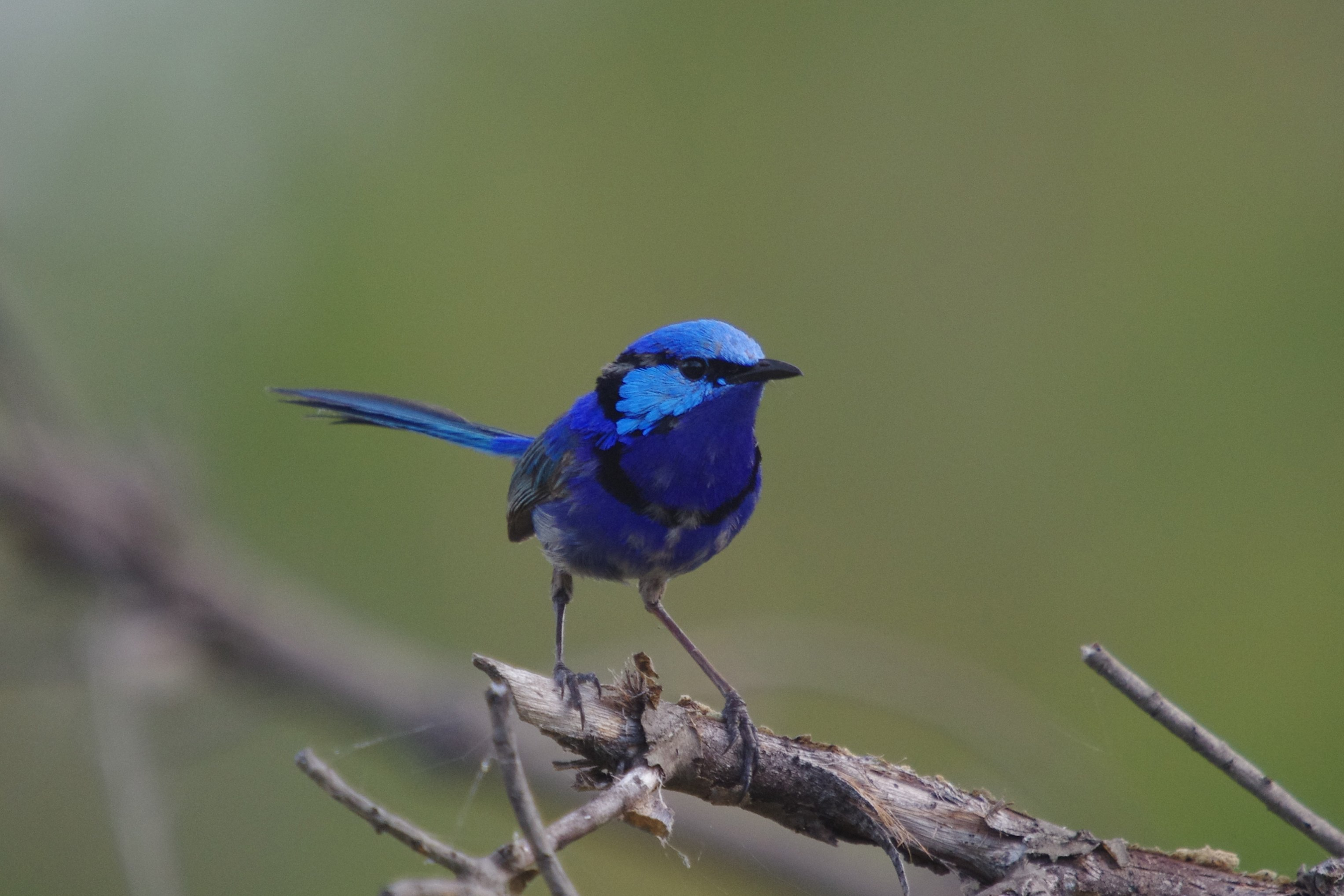
Praktblåsmyghanne i kraftigt iridiserande häckningsdräkt
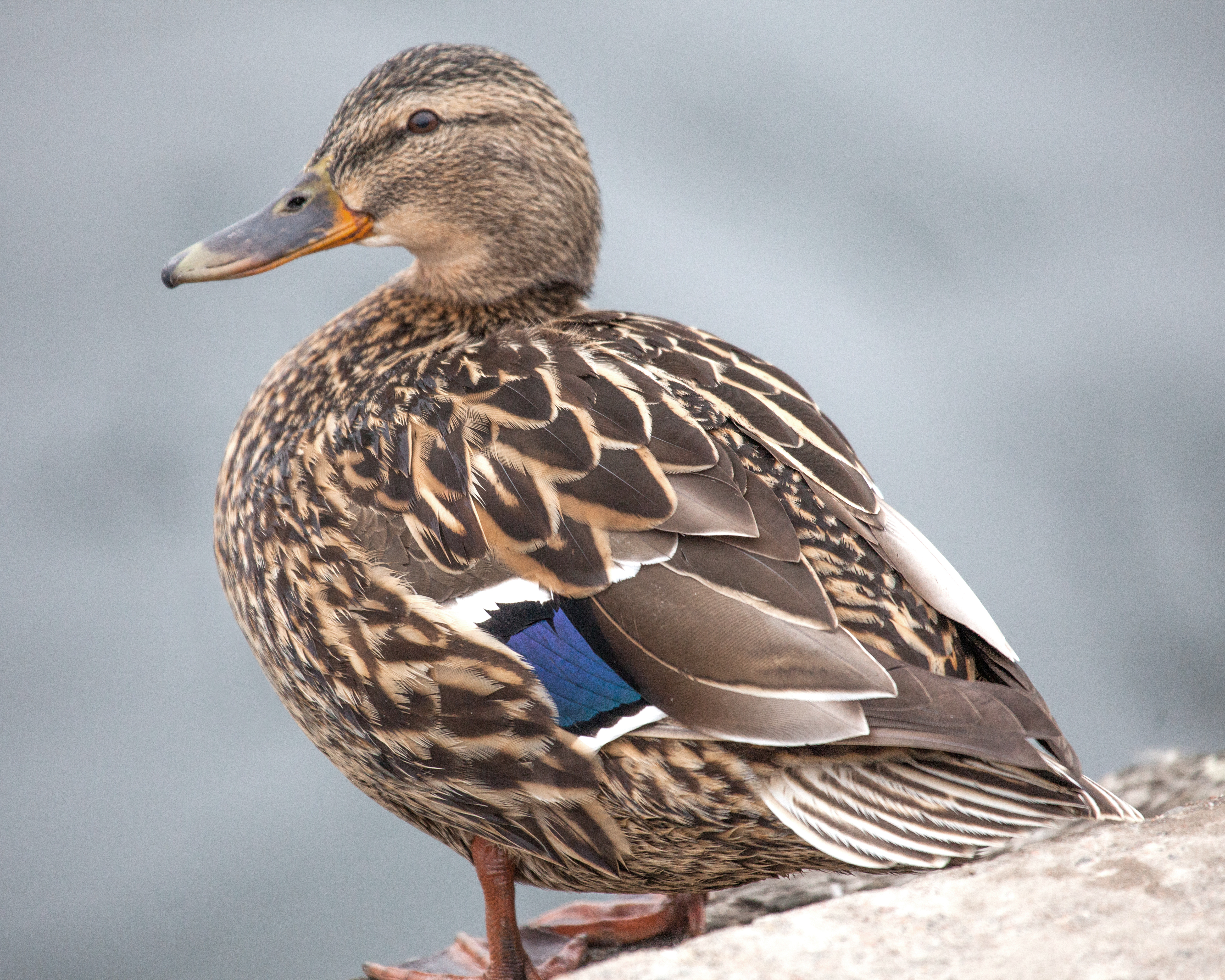
Gräsandshona med iridiserande vingspegel
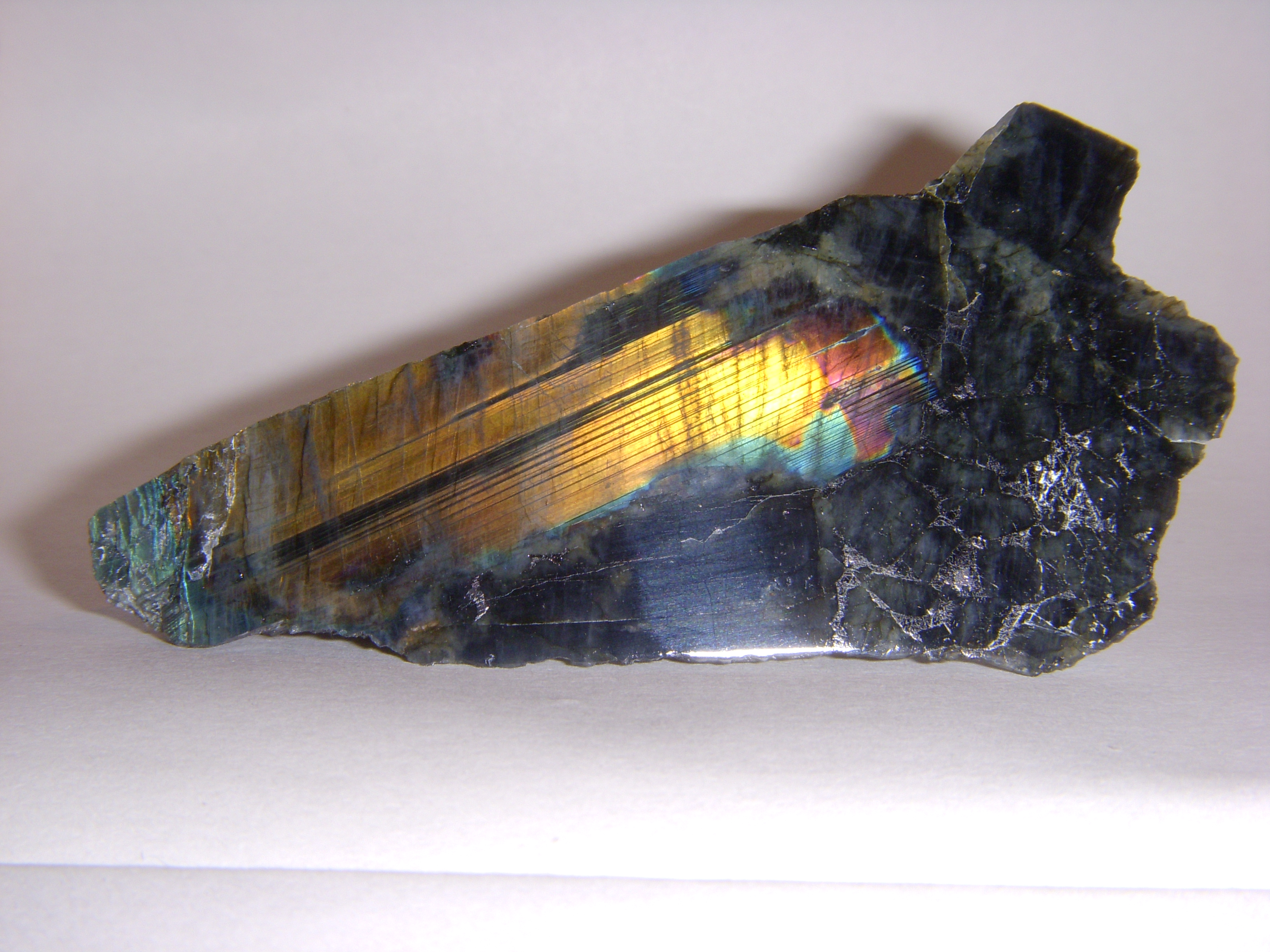
Polerad spektrolit
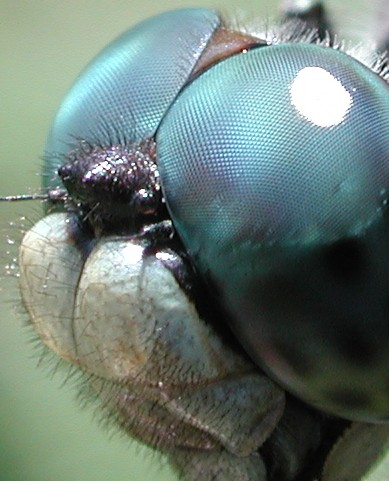
Fasettögon på trollslända
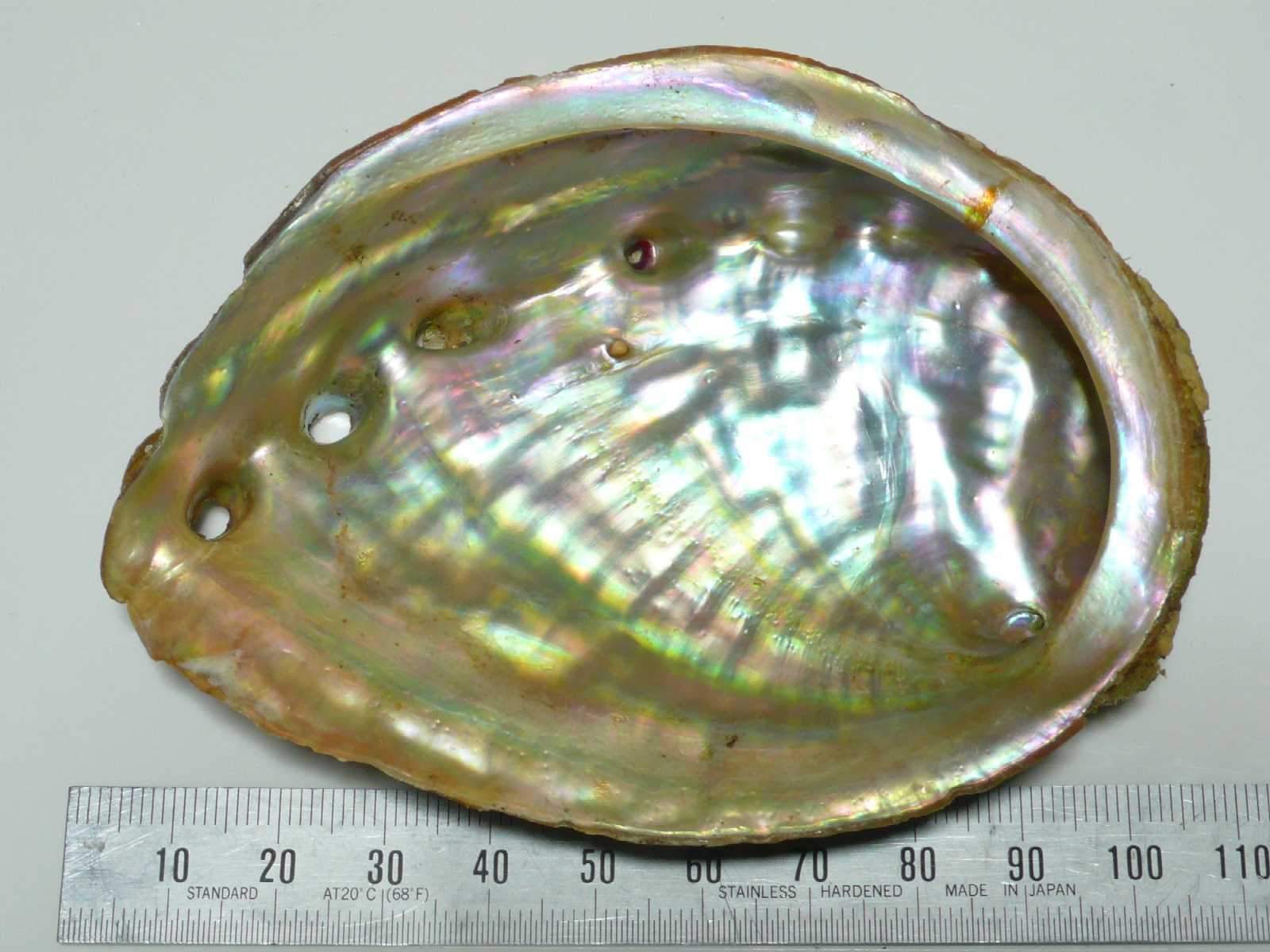
Havsöron